# Liza mandapamensis
Liza mandapamensis är en fiskart som beskrevs av Thomson, 1997. Liza mandapamensis ingår i släktet Liza och familjen multfiskar. Inga underarter finns listade i Catalogue of Life.